# Regiunile Eritreei
Regiunile Eritreei sunt diviziunile geografice primare prin care se administrează Eritrea. În total sunt șase regiuni: Maekel / Central, Anseba, Gash-Barka, Debub / South, Marea Roșie de Nord și Marea Roșie de Sud . 
În momentul independenței din 1993, Eritreea era împărțită în zece provincii. Aceste provincii erau similare celor nouă provincii care funcționau în perioada colonială. În 1996, acestea au fost reîmpărțite în șase regiuni (zoba). Regiunea Gash-Barka era cea mai mare și cea mai dens populată regiune și este numită „coșul de pâine”. 
Frontul Popular pentru Democrație și Justiție sau FPDJ (inițial Frontul de Eliberare a Poporului Eritrean) guvernează țara și regiunile sale ca un guvern totalitar cu un singur partid. Alegerile regionale și locale se organizează periodic într-un cadru restrâns. Toți bărbații și femeile de orice natură etnică sau religioasă sunt eligibili să voteze. Niciun partid sau grup în afara FPDJ nu au voie să participe în alegeri, iar alegerile sunt prezidate de reprezentanți ai FPDJ. 

## Istoria
În momentul independenței din 1993, Eritreea era împărțită în zece provincii. Aceste provincii erau similare celor nouă provincii care funcționau în perioada colonială. În 1996, acestea au fost reîmpărțite în șase regiuni (zoba). Limitele acestor noi regiuni se bazează pe bazine hidrografice. Criticii acestei politici susțin că Guvernul Eritreei șterge construcția istorică a Eritreei, în timp ce susținătorii acesteia cred că aceste noi granițe regionale ar ușura litigiile istorice. Mai mult, susținătorii acestei politici susțin că bazarea limitelor pe o resursă naturală importantă ar facilita planificarea utilizării acesteia.

## Administrare
Fiecare regiune are o adunare regională aleasă la nivel local, în timp ce administratorul local este numit de președintele Eritreei. În cadrul ședințelor de guvern, președintele se întâlnește, de asemenea, cu administratorii regionali care raportează despre activitățile din regiunile lor. Adunările regionale sunt însărcinate să elaboreze un buget pentru programele locale și să asculte preocupările populațiilor locale. Programele locale includ evenimente culturale, infrastructura, cum ar fi drumurile de alimentare și promovarea împăduririi. Eritrea are o Adunare Națională cu un singur partid guvernată de Frontul Popular pentru Democrație și Justiție sau FPDJ (inițial Frontul de Eliberare a Poporului Eritrean), un guvern totalitar. De la declararea independenței din 24 mai 1991, țara a a fost condusă în continuu de un guvern de tranziție ales în timpul alegerilor din aprilie 1993. Alegerile programate din 2001 au fost amânate la nesfârșit.  Alegerile regionale și locale se organizează periodic într-un cadru restrâns. Toți bărbații și femeile de orice natură etnică sau religioasă sunt eligibili să voteze. Niciun alt partid sau o grupare în afara FPDJ nu au voie să participe, iar alegerile sunt prezidate de reprezentanți ai PFDJ. Deciziile politice ar trebui să fie centrate în jurul mandatului partidului, iar opoziția și dizidenții au fost închiși. 

## Geografia

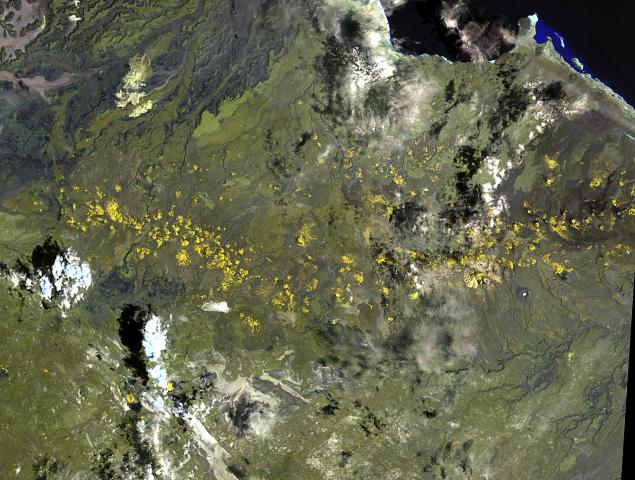
Un câmp vulcanic

Topografia regiunilor din partea de vest, și anume Anseba, Central și Gash-Barka au platouri înalte, care sunt mai reci decât regiunile din jurul câmpiilor costiere. Există două anotimpuri ploioase, cel mai puternic în timpul verii și cel mai ușor în primăverii. Clima și geografia regiunii împreună cu alte regiuni din Eritrea este similară cu cea din Etiopia.  Altitudinea medie în regiune este în jur de 1.800 de metri până la 2.100 de metri. Cea mai fierbinte lună este luna mai înregistrându-se temperaturi de până la 30 °C (86 °F)  , în timp ce perioada cea mai rece este decembrie până în februarie, când atinge temperatura de îngheț. 

## Regiuni
| Regiune                                                                                       | Numărul pe hartă | Populație | Capitala  | Guvernator            | Cod ISO | Fosta provincie                      |
| --------------------------------------------------------------------------------------------- | ---------------- | --------- | --------- | --------------------- | ------- | ------------------------------------ |
| Regiunea Maekel, Central ዞባ ማእከል إقليم المركزية                                               | 1                | 1.053.254 | Asmara    | Ramadan Osman Awliyai | ER-MA   | Hamasien                             |
| Regiunea Anseba, Anseba ዞባ ዓንሰባ إقليم عنسبا                                                   | 2                | 893.587   | Keren     | Mai-dima              | ER-AN   | Senhit, Hamasien                     |
| Regiunea Gash-Barka, Gash-Barka ዞባ ጋሽ ባርካ منطقة القاش وبركا                                   | 3                | 1.103.742 | Barentu   | Mai-dima              | ER-RO   | Barka, Gash-Setit, Seraye, Hamasien  |
| Regiunea Debub, sudic ዞባ ደቡብ المنطقة الجنوبية                                                 | 4                | 1.476.765 | Mendefera | mindri-wedisebera     | ER-DU   | Seraye, Akele Guzay, Hamasien        |
| Regiunea Mării Roșii de Nord, Semienawi Keyih Bahri ዞባ ሰሜናዊ ቀይሕ ባሕሪ منطقة البحر الأحمر الشمال | 5                | 897.454   | Massawa   | midri-wedisebera      | ER-SK   | Semhar, Sahel, Akele Guzay, Hamasien |
| Regiunea Mării Roșii de Sud, Debubawi Keyih Bahri ዞባ ደቡባዊ ቀይሕ ባሕሪ منطقة البحر الأحمر الجنوب   | 6                | 398.073   | Asseb     | Osman Mohammed Omer   | ER-DK   | Denkalia                             |

## Subregiuni
Regiunile, urmate de subregiune,: 
| Nr. | Regiune (ዞባ, إقليم)                                              | Subregiune (ንኡስ ዞባ, دون الإقليمية)                                                                                          |
| --- | ---------------------------------------------------------------- | --- |
| 1   | Maekel (ዞባ ማእከል, إقليم المركزية)                                 | Asmara, Berikh, Ghala-Nefhi, Semienawi Mibraq, Serejaka, Debubawi Mibraq, Semienawi Mi'erab, Debubawi Mi'erab               |
| 2   | Anseba (ዞባ ዓንሰባ, إقليم عنسبا)                                    | Adi Tekelezan, Asmat, Elabered, Geleb, Hagaz, Halhal, Habero, Keren, Kerkebet, Sel'a                                        |
| 3   | Gash-Barka (ዞባ ጋሽ ባርካ, منطقة القاش وبركا)                        | Agordat, Barentu, Dghe, Forto, Gogne, Haykota, Logo-Anseba, Mensura, Mogolo, Molki, Guluj, Shambuko, Tesseney, La'elay Gash |
| 4   | Debub (ዞባ ደቡብ, المنطقة الجنوبية)                                 | Adi Keyh, Adi Quala, Areza, Debarwa, Dekemhare, Mai Ayni, Mai Mne, Mendefera, Segheneyti, Senafe, Tserona, Emni Haili       |
| 5   | Marea Roșie de Nord (ዞባ ሰሜናዊ ቀይሕ ባሕሪ, منطقة البحر الأحمر الشمال) | Afabet, Dahlak, Ghel'alo, Foro, Ghinda, Karura, Massawa, Nakfa, She'eb                                                      |
| 6   | Marea Roșie de Sud (ዞባ ደቡባዊ ቀይሕ ባሕሪ, منطقة البحر الأحمر الجنوب)  | Are'eta, Central Dankalia, South Dankalia, Assab                                                                            |